# Syllegomydas lamborni
Syllegomydas lamborni is een vliegensoort uit de familie Mydidae. De wetenschappelijke naam van de soort is voor het eerst geldig gepubliceerd in 1951 door Bequaert.
De soort komt voor in Malawi.